# Hammett
Hammett is een Amerikaanse misdaadfilm uit 1982 onder regie van Wim Wenders. De film is een fictief verhaal vrij gebaseerd op het leven van de auteur Dashiell Hammett.

## Verhaal
Hammett is een wat oudere auteur met tuberculose die in een hotelkamer een keukenmeidenromannetje aan het schrijven is. Dan duikt zijn ex-partner Joe Archer op. De twee mannen raken verstrikt in een web vol intriges.

## Rolverdeling
| Acteur              | Personage                |
| ------------------- | ------------------------ |
| Frederic Forrest    | Dashiell Hammett         |
| Peter Boyle         | Jimmy Ryan               |
| Marilu Henner       | Kit Conger / Sue Alabama |
| Roy Kinnear         | Eddie Hagedorn           |
| Elisha Cook jr.     | Eli                      |
| Lydia Lei           | Crystal Ling             |
| R.G. Armstrong      | Lt. O'Mara               |
| Richard Bradford    | Inspecteur Bradford      |
| Michael Chow        | Fong Wei Tau             |
| David Patrick Kelly | Punk                     |
| Sylvia Sidney       | Donaldina Cameron        |
| Jack Nance          | Gary Salt                |
| Elmer Kline         | Dr. Fallon               |
| Royal Dano          | Pops                     |
| Samuel Fuller       | Oude man in het zwembad  |